# مايك ساندرز
مايك ساندرز (بالإنجليزية: Mike Sanders)‏ هو سياسي أمريكي، ولد في 18 مارس 1967 في كانساس سيتي في الولايات المتحدة.